# 卡萊亞
卡萊亞是尼泊爾的城鎮，位於該國東南部，由馬德什省負責管轄，距離與印度接壤邊境14公里，面積18.98平方公里，海拔高度103米，2011年人口42,826。

## 外部連結
- UN map of the municipalities of Bara District （页面存档备份，存于）

1. ↑  General Bureau of Statistics, Kathmandu, Nepal, Nov. 2012